# Lim Jae-hyuk
Lim Jae-hyuk (kor. 임재혁; * 6. Februar 1999) ist ein südkoreanischer Fußballspieler.

## Karriere

### Verein
Lim Jae-hyuk erlernte das Fußballspielen in den Schulmannschaften der Jwahang Elementary School und der Baegam Middle School, in der Jugendmannschaft des Yongin FC sowie in der U18 des Yongin Football Center Deokyeong. Seinen ersten Profivertrag unterschrieb er am 1. Januar 2018 beim Daegu FC. Das Fußballfranchise aus Daegu spielte in der ersten südkoreanischen Liga. In seinem ersten Jahr stand er achtmal in der Liga auf dem Spielfeld. Im gleichen gewann er mit Daegu den Korean FA Cup. 2019 und 2020 kam er in der Liga nicht mehr zum Einsatz. Nach drei Jahren verließ er den Verein und schloss sich die Saison 2021 dem Zweitligisten Ansan Greeners FC aus Ansan an. Für die Greeners bestritt er 19 Ligaspiele. Die Saison 2022 stand er beim Zweitligaaufsteiger Gimpo FC unter Vertrag. Nach nur einem Zweitligaspiel für den Klub aus Gimpo wechselte er im Januar 2023 nach Thailand. Hier unterschrieb er einen Vertrag beim Erstligisten Police Tero FC. Für Police bestritt er in der Rückrunde elf Erstligaspiele. Im Sommer 2023 wechselte er zum Erstligaabsteiger Lampang FC. Nach zwölf Zweitligaspielen für den Verein aus Lampang wechselte er im Januar 2024 zum ebenfalls in der zweiten Liga spielenden Chiangmai United FC. Nach elf Ligaspielen für den Verein aus Chiangmai wurde sein Vertrag im Sommer 2024 nicht verlängert. Im Juli 2024 wurde er vom Erstligaabsteiger Trat FC unter Vertrag genommen. Für den Verein aus Trat bestritt er 16 Zweitligaspiele. Im Dezember 2024 wurde sein Vertrag nicht verlängert. Im Januar 2025 verpflichtete ihn der thailändische Drittligist Bankhai United FC. Mit dem Verein aus Ban Khai spielte er zehnmal in der Eastern Region der Liga. Zu Beginn der Spielzeit 2025/26 schloss er sich im Juli 2025 dem in der North/Eastern Region spielenden Drittligisten Roi Et PB United FC an.

### Nationalmannschaft
Lim Jae-hyuk spielte von 2001 bis 2019 in unterschiedlichen Jugendnationalmannschaften seines Heimatlandes.

## Erfolge
Daegu FC
- Südkoreanischer-FA-Cup-Sieger: 2018